# Nyugodt tenger (Courbet-kép)
A Nyugodt tenger Gustave Courbet tájképe, amely a New York-i Metropolitan Művészeti Múzeum gyűjteményének része.

## Keletkezése
A festményt 1869 augusztusában készítette Gustave Courbet a normandiai tengerparton, étretat-i látogatása során. A képen a La Manche látható apálynál; két csónak a szárazföldön hever a víz visszahúzódása miatt. A kompozíció nyugodt, a tenger és a homok vékony csíkja fölött a hatalmas, felhős égbolt tornyosul. A festmény elüt Courbet hasonló témájú alkotásaitól, amelyeken a hullámok drámai megtörése dominál.